# ابوسون، کرز
ابوسون، کرز (به فرانسوی: Aubusson) یک کمون در فرانسه است که در Canton of Aubusson واقع شده‌است.

## خصوصیات
ابوسون ۱۹٫۲۱ کیلومترمربع مساحت و ۴٬۱۴۹ نفر جمعیت دارد و ۵۱۲ متر بالاتر از سطح دریا واقع شده‌است.

## خواهرخوانده
شهر اگوییسهایم خواهرخواندهٔ ابوسون، کرز هست.